# 阎仲彝
阎仲彝（1895年1月19日—1973年8月17日）本命彝铭，他是河南医学教育先驱，现代外科开拓者，是郑州市第一人民医院的创建者。出生于清朝河南省淅川直隶厅（今淅川县）。曾就读于德国哥廷根大学，并于1928年获得医学博士学位。德国曾以重金聘任其在德国工作，遭到他本人的谢绝。回到中国后从事医疗和教学工作，于1973年8月17日逝世。

## 主要著作
- 《骨折及脱位学》
- 《性生活与民族改进》
- 《外科学》（上、下册）